# Max Justo Guedes
Max Justus Guedes (Rio de Janeiro, 6 de agosto de 1927 — Rio de Janeiro, 8 de novembro de 2011) foi um almirante da Marinha do Brasil.
Foi responsável pela criação e direção do Serviço de Documentação Geral e da Diretoria do Patrimônio Histórico e Cultural da Marinha do Brasil. Doou para a Universidade Federal de São João del-Rei a propriedade denominada Fortim dos Emboabas, onde a UFSJ desenvolve atividades de extensão universitária.
Em seu tempo de vida o almirante publicou mais de duzentos livros, demonstrando o seu gosto e vocação para os assuntos pedagógicos e culturais, em especial na área naval e cartográfica e suas relações históricas. Por esse vasto conhecimento, era reconhecido internacionalmente como um dos maiores especialistas na cartografia luso-brasileira, auxiliando tecnicamente grandes figuras intelectuais brasileiras como Eduardo Bueno e Jô Soares.
Recebeu o Doutoramento Honoris Causa pela Universidade Nova de Lisboa em 1998/1999.